# 1930 no carnaval
Nesta página encontrará referências aos acontecimentos directamente relacionados com o carnaval ocorridos durante o ano de 1930.

## Nascimentos
| Data        | Nome             | Profissão                  | Nacionalidade | Observações | Ref |
| ----------- | ---------------- | -------------------------- | ------------- | ----------- | --- |
| 24 de Abril | Viriato Ferreira | figurinista e carnavalesco | Brasil        | m. 1992     |     |

## Mortes
| Data | Nome | Profissão | Nacionalidade | Observações | Ref |
| ---- | ---- | --------- | ------------- | ----------- | --- |